# Beatrice Granberg
Silvia Beatrice Pauline Granberg, född 1 maj 1916 i Tammerfors, död 10 september 2000 i Helsingfors, var en finländsk  myntforskare.
Granberg blev filosofie kandidat 1945. Hon arbetade åren 1945–1979 som oavlönad forskare vid Nationalmuseums myntkabinett och blev med tiden en ansedd expert på orientaliska mynt från vikingatiden, som hon behandlade i katalogen Förteckning över kufiska myntfynd i Finland (1966).
Vid sin bortgång hade hon varken arvingar eller testamente, men däremot en ansenlig konstsamling i sin våning med målningar av bland andra bröderna von Wright. Denna placerades genom statsrådsbeslut 2002 på Ateneum. 